# Mahendragarh
Mahendragarh är en stad i den indiska delstaten Haryana, och tillhör distriktet Mahendragarh. Folkmängden uppgick till 29 128 invånare vid folkräkningen 2011.